# Skoll (satèl·lit)
Skoll, també conegut com a Saturn XLVII (designació provisional S/2006 S 8), és una lluna de Saturn. El seu descobriment va ser anunciat per Scott S. Sheppard, David C. Jewitt i Jan Kleyna el 26 de juny de 2006, a partir d'observacions fetes entre el 5 de gener i el 30 d'abril de 2006.
Skoll té prop de 6 quilòmetres de diàmetre (amb una albedo de 0,04) i orbita a Saturn en una distància mitjana de 17.600.000 km en 869 dies, amb una excentricitat molt alta i baixa inclinació.
Va ser anomenada l'abril de 2007 com Sköll, un llop gegant de la mitologia nòrdica, fill de Fenrir i germà bessó d'Hati.